# Central and Western
Central and Western District (en chinois 中西區) est un des dix-huit districts de Hong Kong.
Situé au nord-ouest de l'île de Hong Kong, il a été la première zone urbanisée au temps de la colonisation anglaise, et représente encore aujourd'hui le principal centre politique et économique de la région autonome. 
Il abrite le mini-parlement et une partie des services gouvernementaux, mais il est surtout célèbre pour ses nombreux gratte-ciel, où sont réalisées de multiples activités financières. 